# Alois von Brinz

Alois von Brinz

Alois Brinz, ab 1872 Ritter von Brinz, (* 26. Februar 1820 in Weiler im Allgäu; † 13. September 1887 in München) war ein deutscher Rechtswissenschaftler und Politiker.

## Leben
Der gleichnamige Vater von Alois Brinz war Doktor der Rechte. Der Großvater war Bäckermeister in Weiler. Brinz studierte an der Ludwig-Maximilians-Universität München Rechtswissenschaft und wurde 1839 im Corps Suevia München recipiert. Als Inaktiver wechselte er an die Friedrich-Wilhelms-Universität zu Berlin. Nach den Examen trat er in die Rechtspflege des Königreichs Bayern. In Berlin von Adolf August Friedrich Rudorff zum eingehenden Studium des Römischen Rechts ermuntert, widmete er sich diesem Gebiet auch in seiner praktischen Tätigkeit. Die Friedrich-Alexander-Universität Erlangen berief ihn 1851 als a.o. Professor. Ab 1854 lehrte er dort als o. Professor Römisches Recht.
1857 setzte er die gleiche Lehrtätigkeit an der (noch ungeteilten) Karls-Universität Prag fort. Beim Schillerfest 1859 sprach er nach Václav Vladivoj Tomek. Die Rede vor dem Palais Waldstein bezeugte seine überragende Bedeutung für die deutsche Studentenschaft Prags. Mit den Deutschtumsführern wiederholte die Lese- und Redehalle der deutschen Studenten in Prag am 11. November 1861 den Schiller-Kommers. Hunderte deutsche Studenten rieben den ersten Salamander auf Friedrich Schiller und Alois Brinz. In den Böhmischen Landtag und in den Reichsrat (Österreich) gewählt, wirkte Brinz in beiden Häusern als glänzender Redner und standfester Politiker. 1861 erklärte er im Wiener Reichsrat:

„Ich bin berufen, Römisches Recht in Prag zu lesen, und ich habe mir noch einen zweiten Beruf geschaffen, altes Deutsches Recht dort zu verteidigen.“

Mit den anderen Führern der deutschen Partei Eduard Herbst und Leopold Hasner von Artha vertrat er entschieden die deutschen Interessen. Seiner Berichterstattung über das sogenannte Lehnsablösungsgesetz schreibt man den Sieg über den böhmischen Separatismus und die feudale Aristokratie zu.

„Während seiner ganzen Lehrtätigkeit in Prag in den Jahren 1857 bis 1866 war er ein führender Vertreter der Großdeutschen Verfassungs- und Freiheitspartei. Von den deutschböhmischen Bezirken wurde er in den Landtag zu Prag und den Reichstag zu Wien gewählt, wo er dank seiner glänzenden Rednergabe und durch sein juristisches Wissen eine herausragende Rolle spielte. Seine unermüdliche und zutreffende Bekämpfung der Utopie vom böhmischen Staatsrecht, sein eifriges Eintreten für den Anschluss Österreichs an Deutschland und seine Gegnerschaft wider die von den Tschechen angestrebte Utraquisierung der Prager Universität verschafften ihm bald den unversöhnlichen Hass dieses Bevölkerungsteiles Böhmens. Respekt, auch gegenüber seinen Gegnern, verschafften ihm auch seine Unerschrockenheit und sein entschlossenes Auftreten.“

Nach dem Deutschen Krieg standen die deutschen Studenten und Hochschullehrer in Prag auf verlorenem Posten. Noch 1866 folgte Brinz dem Ruf der Eberhard Karls Universität Tübingen auf ihren Lehrstuhl. Prags deutsche Studentenschaft verabschiedete ihn mit tiefem Dank für sein vorbildliches Wirken. Das Corps Frankonia Prag verlieh ihm als treuem Freund und Ratgeber das Band. In Tübingen vollendete er sein Lehrbuch der Pandekten. Ein Mandat für die Württembergischen Landstände nahm er nicht an. Dafür wählte man ihn zum Mitglied des Staatsgerichtshofs.
Ab 1871 lehrte Alois von Brinz an der Universität München Römisches Zivilrecht. Für die akademischen Jahre 1876/77 und 1882/83 wurde er zum Rektor der Universität gewählt. Ludwig II. verlieh ihm 1872 den Verdienstorden der Bayerischen Krone. Damit wurde er in den erblichen Adel erhoben.
Der Weggang von Brinz war ein schwerer Verlust für das damalige Deutschtum in Österreich, besonders in Böhmen. Noch 20 Jahre später, als v. Brinz im Winter 1886 die Hauptstadt Wien besuchte, wurde er mit Jubel begrüßt. Als er mit 67 Jahren gestorben war, gedachte Philipp Knoll in Prags Deutschem Haus für die Karl-Ferdinands-Universität seines Freundes v. Brinz.

## Grabstätte

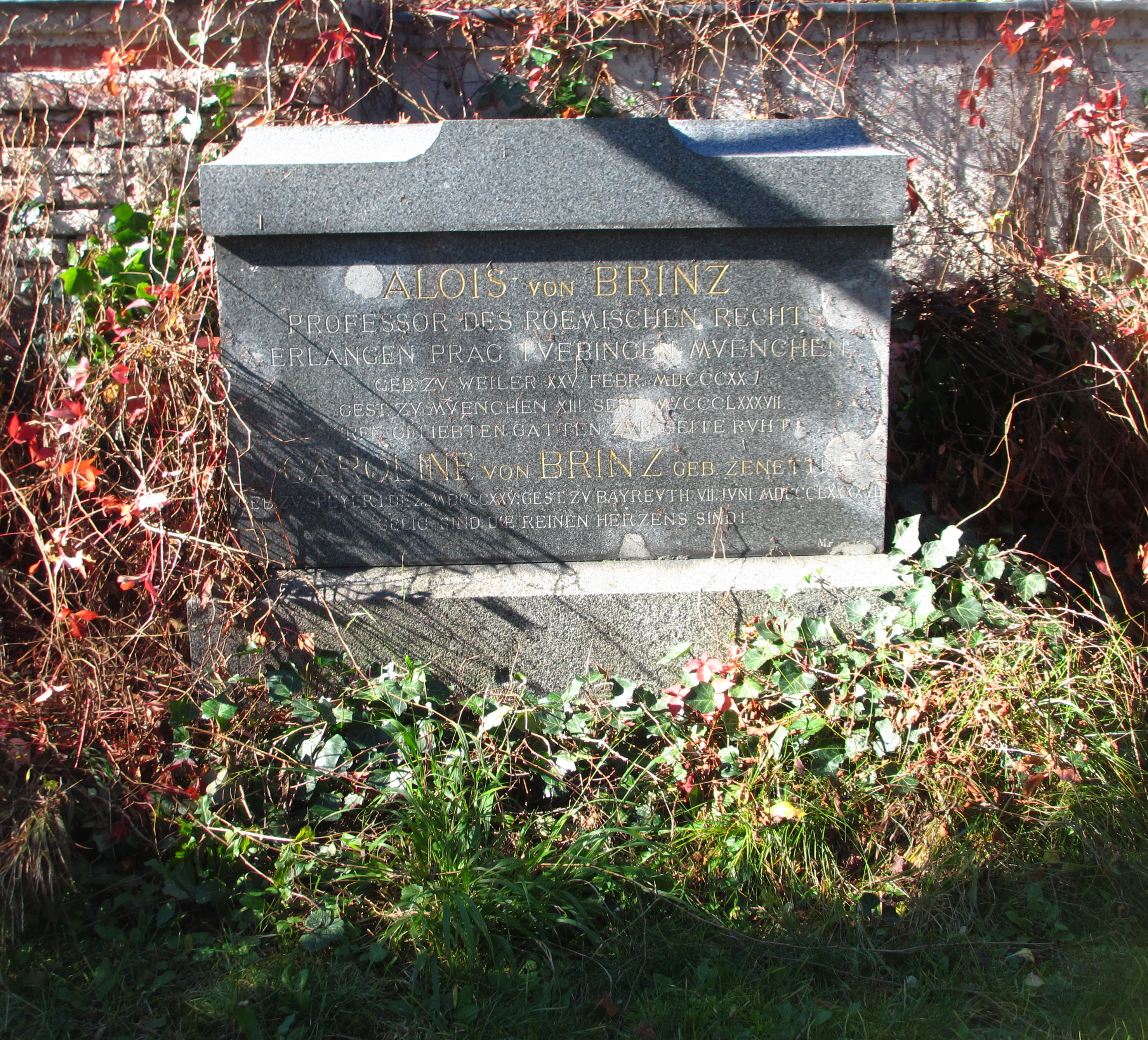
Grab von Brinz und seiner Frau

Die Grabstätte von Alois Brinz befindet sich auf dem Alten Südfriedhof in München (Mauer Rechts Platz 153 bei Gräberfeld 6) Standort. In dem Grab liegt auch seine Frau Caroline geb. Zenetti (* 1. Dezember 1825; † 7. Juni 1896).

## Familie
1. Ludwig Brinz, Bäcker in Weiler, aus angesehener Tiroler Familie, kämpfte wie seine sieben Brüder für Österreich gegen Napoleon, wurde nach dem Krieg als Geisel verschleppt.
  1. Alois Brinz (* in Weiler; † 1835) war Jurist und später Protokollist am Landgericht in Kempten, ⚭ Katharina Gsell (* 1793 in Weiler; † 1862), 10 Kinder.
    1. Alois Ritter von Brinz (* 1820 in Weiler; † 1887 in München)
⚭ 1857 Caroline Zenetti (* 1825; † 1895), Tochter von Staatsrat und Regierungspräsident Johann Baptist Ritter von Zenetti; 6 Kinder (Töchter Anna und Maria sowie vier Söhne Johann, Eduard, Konrad und Arnold)[11]

Der Familie entstammen die Brüder Bernhard Vogel und Hans-Jochen Vogel.

## Werke
Alois von Brinz verfasste zahlreiche Aufsätze zu juristischen Themen. Die Abhandlung Die Lehre von der Kompensation aus dem Gebiet des römischen Rechts verschaffte ihm Anerkennung unter den Romanisten. Sein Hauptwerk, das Lehrbuch der Pandekten, wurde vielfach als das originellste juristische Werk des 19. Jahrhunderts bezeichnet.
- Zur Lehre von der Kompensation. Leipzig 1849.
- Kritische Blätter zivilistischen Inhalts, Erlangen 1852–1853.
- Zum Rechte der Bonae fidei possessio.München 1875.
- Lehrbuch der Pandekten, 4 Bände (in 7 Teilbänden). 2. Auflage Erlangen 1873–1895.

## Ehrungen

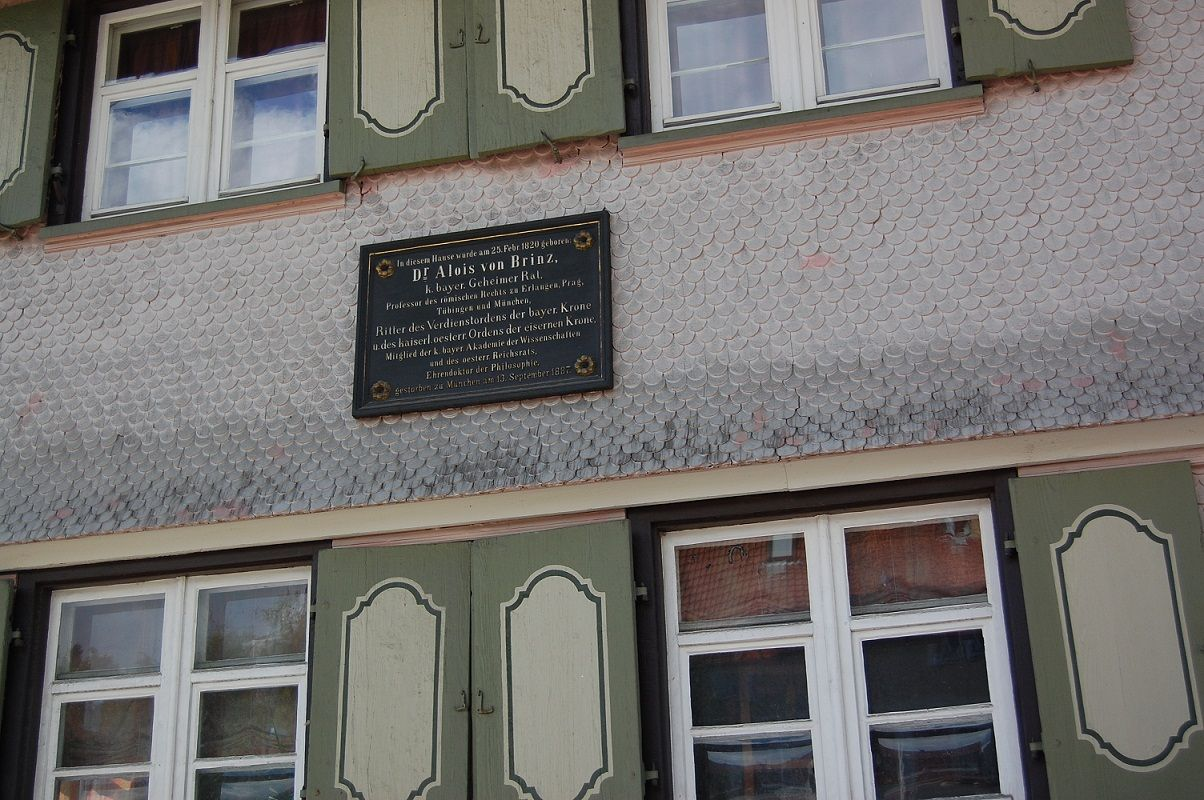
Erinnerungstafel in Weiler

- Ehrenbürger von Reichenberg in Nordböhmen (1866)[13]
- Verdienstorden der Bayerischen Krone, Nobilitierung (1872)
- Orden der Eisernen Krone (Österreich)
- Ehrendoktor
- Wahl in die Historische Klasse der Bayerischen Akademie der Wissenschaften (1883)
- Erinnerungstafel am Geburtshaus Alois-von-Brinz-Straße 41 in Weiler:

IN DIESEM HAUSE WURDE DR. ALOIS VON BRINZ GEBOREN / KÖNIGLICH BAYERISCHER RAT / PROFESSOR DES RÖMISCHEN RECHTS ZU ERLANGEN, PRAG, TÜBINGEN UND MÜNCHEN / RITTER DES VERDIENSTORDENS DER BAYERISCHEN KRONE / UND DES KAISERLICHEN ÖSTERREICHISCHEN ORDENS DER EISERNEN KRONE / MITGLIED DER KÖNIGLICH BAYERISCHEN AKADEMIE DER WISSENSCHAFTEN UND DES ÖSTERREICHISCHEN REICHSRATS / EHRENDOKTOR DER PHILOSOPHIE / GESTORBEN ZU MÜNCHEN 13. SEPTEMBER 1887